# 桓石康
桓 石康（かん せきこう、生年不詳 - 404年）は、東晋末期の軍人。譙国竜亢県の人。東晋の征西大将軍桓豁の子。東晋・桓楚に仕え、最期は皇帝桓玄とともに殺害された。

## 生涯
東晋に仕え、振威将軍に任じられていた。
元興2年（403年）8月、荊州刺史桓偉が亡くなり、南郡相に任じられていた桓石康は、西中郎将・荊州刺史に任じられた。
9月、殷仲堪一派で新野の人・庾仄が挙兵、雍州刺史馮該が守る襄陽を攻めた。馮該は逃走、庾仄は7千の兵を持ち、丞相桓玄を討つと宣言した。桓石康は荊州に至り、南蛮校尉羊僧寿とともに兵を率いて襄陽を攻めた。庾仄は敗れ、後秦へ逃走した。
12月、桓楚が建国されると、右将軍に任じられ、武陵王に封じられた。
元興3年（404年）4月、桓玄が江陵へ逃れると、桓石康はこれを迎え入れた。城の南に幔屋を張り、百官を置いた。
5月、桓玄とともに漢中方面へ逃亡するが、益州督護馮遷に殺害された。

## 家系

### 父
- 桓豁

### 兄弟
- 桓石虔
- 桓石秀
- 桓石民
- 桓石生
- 桓石綏